# Симеуновић
Симеуновић је српско презиме, патроним настало од Симеун. Може се односити на следеће особе:
- Драган Симеуновић (1954), бивши фудбалски голман
- Ђорђе Симеуновић (1995), кошаркаш